# Playa de la Arena

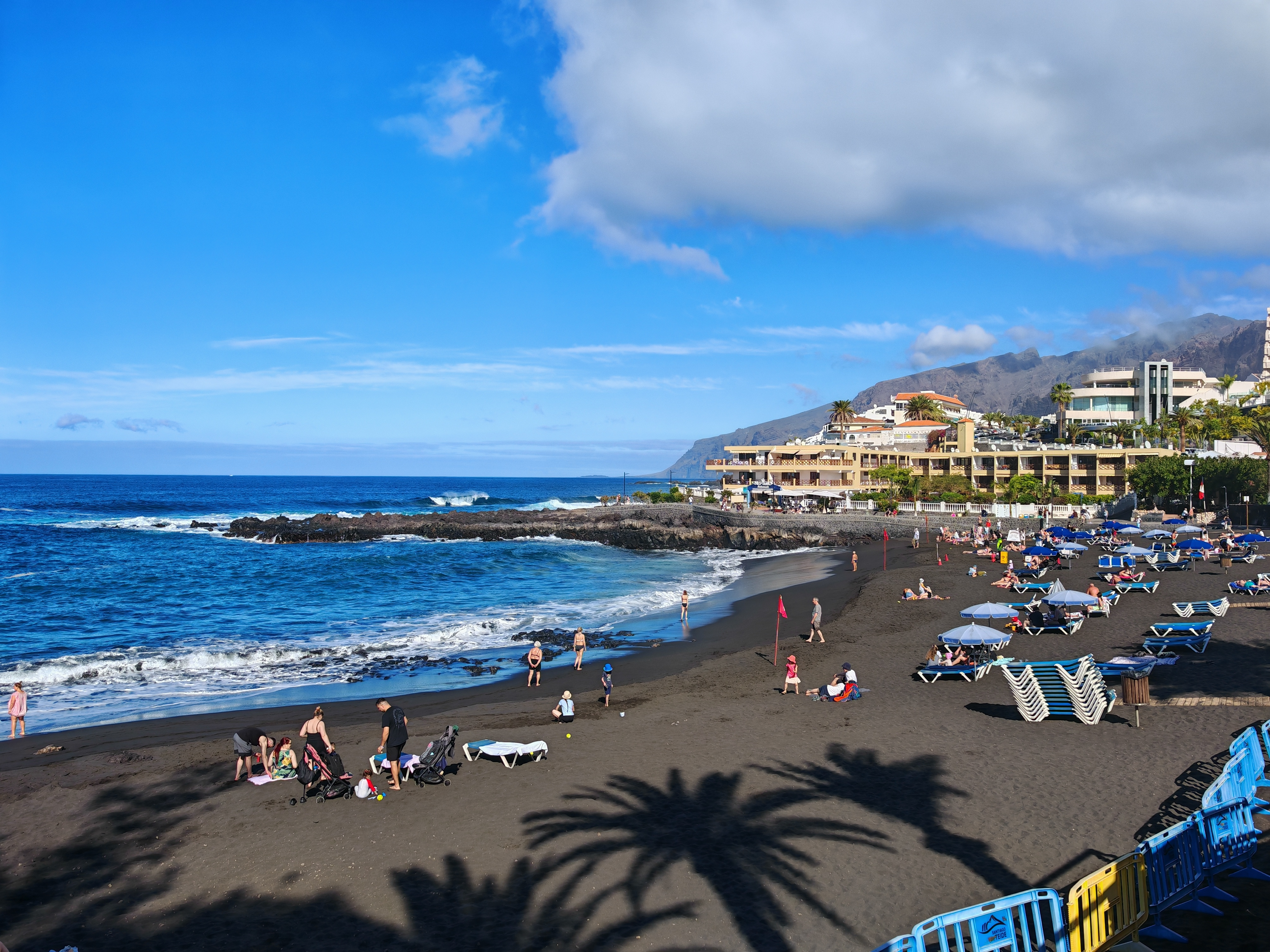
Playa de la Arena w 2025 roku

Playa de la Arena to mała zatoczka z czarnym piaskiem w pobliżu centrum Puerto de Santiago na Teneryfie (Wyspy Kanaryjskie, Hiszpania). Posiada tytuł niebieskiej flagi, którą przyznaje Europejska Fundacja Edukacji Środowiskowej. Nagrodę tę otrzymują plaże, które spełniają normy Wspólnoty Europejskiej w kwestii czystości wód przybrzeżnych i pozostałych usług eksploatacyjnych, jak również pozostałe wymagania.